# Matthew Fontaine Maury
Matthew Fontaine Maury (Fredericksburg, Estado de Virginia, 14 de enero de 1806 – Richmond, íd. 1 de febrero de 1873) fue un marino y oceanógrafo estadounidense. 

## Biografía
Nació en Fredericksburg, Estado de Virginia, en 1806. Era hijo de un granjero y desde muy joven quiso emular la carrera naval de su hermano, el teniente John Minor Maury, quien, como oficial de la Marina norteamericana, murió de fiebre amarilla tras combatir la piratería. Como resultado de la dolorosa muerte de su hermano, el padre de Matthew le prohibió incorporarse a la Marina. A pesar de ello, Maury logró asistir a la Academia de West Point y obtener su nombramiento como oficial de la Marina con 19 años. Maury fue guardiamarina en la fragata Brandywine que condujo al marqués de La Fayette a Francia. Casi inmediatamente, comenzó a estudiar los mares y los métodos de registro de la navegación.
A los veinticuatro años ya había dado la vuelta al mundo. En 1839 quedó cojo por un accidente de diligencia y fue obligado a retirarse del servicio activo. Le destinaron a lo que parecía un puesto poco exigente, el de superintendente del Depósito de cartas marítimas e instrumental, pero, dedicado a sus funciones con energía incansable, empezó a interesarse por el estudio de vientos y corrientes. Para ayudar a recopilar datos, diseñó unos cuadernos de bitácora especiales que distribuyó a los capitanes de los barcos.
Los estudios realizados a través de las cartas de navegación y estos cuadernos permitieron una clasificación de las travesías y conocer de forma empírica las rutas más favorables entre las efectuadas para trasladarse desde un punto a otro; de esta manera, la travesía desde Nueva York a California, que tenía una duración media de ciento ochenta días, gracias al asesosoramiento de Maury fue reducida hasta los cien días, y la travesía desde Inglaterra hasta Australia, que duraba alrededor de ciento veinticinco días de ida y otros tantos de vuelta fue reducida gracias a una nueva propuesta de Maury, quien indicó que el viaje de ida se hiciera atravesando el cabo de Buena Esperanza y el regreso por el cabo de Hornos, gracias a lo cual el conjunto se redujo a solo ciento treinta días.
Maury estaba convencido de que el estudio de los océanos no podía avanzar sin la cooperación de las naciones. Como resultado de sus esfuerzos, se celebró en 1853 una conferencia internacional en Bruselas en la que los gobiernos se mostraron de acuerdo para adoptar un sistema estandarizado de anotaciones náuticas. En 1855 publicó el primer libro de texto mundial sobre Oceanografía, Geografía física del mar.
Cuando estalló la guerra civil estadounidense en 1863 fue nombrado director de la defensa costera de la Estados Confederados de América. Tras la derrota de la Confederación, tuvo que exiliarse, primero a México y después a Inglaterra. En 1868 volvió a Estados Unidos como profesor de física del Instituto Militar de Virginia en Richmond, donde pasó los últimos cinco años de su vida. En 1930, su creación de la ciencia de la oceanografía fue reconocida cuando fue elegido para figurar en el Salón de la fama de los grandes norteamericanos.

## Eponimia
- El cráter lunar Maury lleva este nombre en su memoria,[2] honor compartido con su prima, la astrónoma del mismo apellido Antonia Maury (1866-1952).